# Jeff Astle
Jeffrey "Jeff" Astle (13. maj 1942 – 19. januar 2002) var en engelsk fodboldspiller, der spillede som angriber. Han var på klubplan primært tilknyttet Notts County og West Bromwich Albion. Med West Bromwich var han med til at vinde både FA Cuppen og Liga Cuppen. I 1970 blev han desuden topscorer i den bedste engelske række. 
Astle blev desuden noteret for fem kampe for Englands landshold. Han repræsenterede sit land ved VM i 1970.

## Titler
FA Cup
- 1968 med West Bromwich Albion

Football League Cup
- 1966 med West Bromwich Albion